# Nol de Ruiter
Nol de Ruiter (ur. 6 kwietnia 1940 w Utrechcie, zm. 21 maja 2025) – holenderski piłkarz i trener piłkarski.

## Kariera piłkarska
W trakcie kariery de Ruiter grał w zespołach DOS Utrecht, Velox oraz USV Elinkwijk.

## Kariera trenerska
De Ruiter karierę rozpoczynał jako asystent trenera NEC Nijmegen. Następnie, już samodzielnie prowadził zespoły FC Den Bosch, SC Cambuur, FC Wageningen oraz FC Utrecht, którym w 1985 roku zdobył Puchar Holandii. Potem trenował reprezentację Holandii B, a w 1990 roku został selekcjonerem pierwszej reprezentacji Holandii. Poprowadził ją w dwóch spotkaniach: 21 lutego 1990 roku w zremisowanym 0:0 towarzyskim meczu z Włochami oraz 28 marca 1990 roku w przegranym 1:2 towarzyskim meczu ze Związkiem Radzieckim.
Następnie de Ruiter prowadził ADO Den Haag, reprezentację Egiptu oraz dwukrotnie FC Utrecht, który był jego ostatnim klubem w karierze.